# Christian Rivera
Christian „Mago” Rivera Cuéllar (ur. 14 stycznia 1996 w Cali) – kolumbijski piłkarz występujący na pozycji defensywnego lub środkowego pomocnika, od 2025 roku zawodnik brazylijskiego Sportu Recife.